# Atelier Osterrath
Pour les articles homonymes, voir Osterrath.
Les ateliers Osterrath sont des ateliers de maîtres-verriers d'origine prussienne, fondés par Joseph Osterrath à Xanten en Prusse dans la seconde moitié du XIXe siècle, puis établis à Tilff en Belgique en 1872. En 1922, Adrien Joseph Osterrath (1878-1958), dit Joseph Jr., s'associe à André Biolley et l'entreprise s'installe à Liège sous le nom de Osterrath et Biolley. L'atelier liégeois reste actif jusqu'en 1966.
Après quatre générations, en 1953, Jose Osterrath émigre au Québec, où il se lance dans l'élevage de chevaux ; deux ans plus tard, il ouvre un atelier de verrerie à Coteau-du-Lac,. Son fils, Pierre fonde son propre atelier à Montréal en 1968.

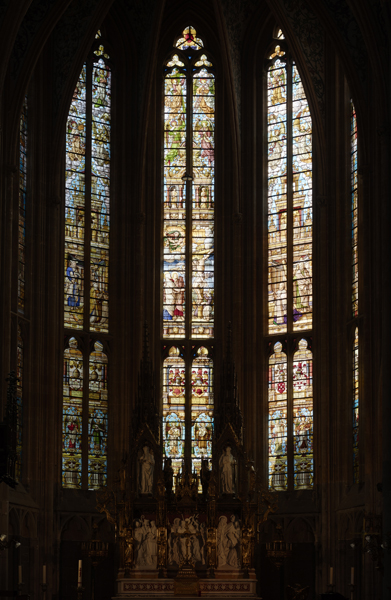
Liège
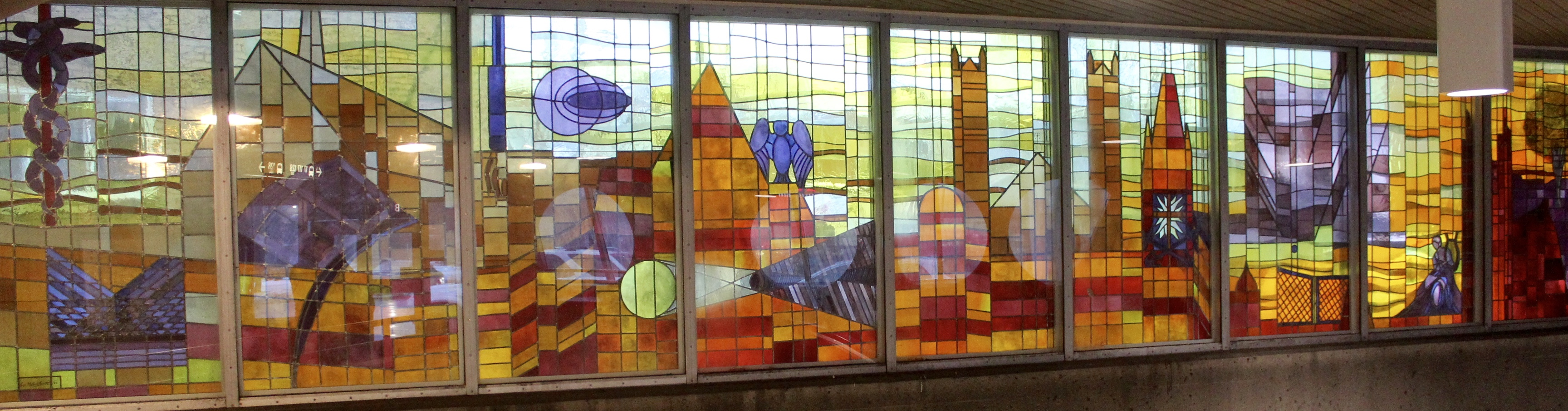
Du Collège (Montreal Metro)
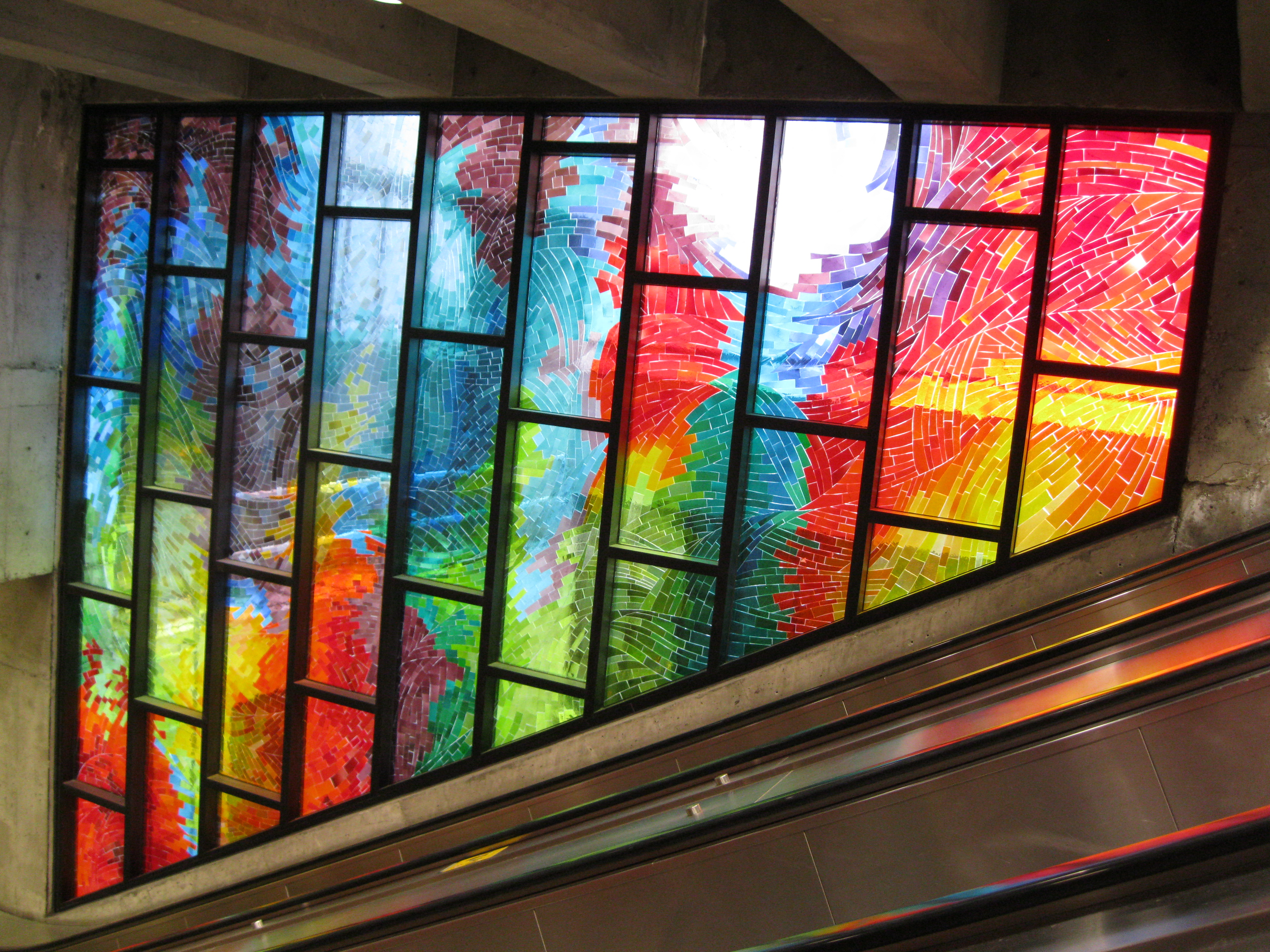
Metro Charlevoix